# Veruca Salt
Veruca Salt är en amerikansk rockgrupp bildad i Chicago 1993. De har gett ut fyra studioalbum och tre EP.

## Historia
Veruca Salt bildades av sångarna och gitarristerna Nina Gordon och Louise Post, trummisen Jim Shapiro och basisten Steve Lack. Gruppnamnet valde de från en av figurerna i sagan om Kalle och chokladfabriken. Gordon och Post lärde känna varandra genom en gemensam vän, Lili Taylor, och började spela musik ihop. De skrev låtar under ett och ett halvt år innan Gordons bror Jim Shapiro gick med som trummis och Steve Lack som basist.
Bandet hade bara genomfört några få shower innan Jim Powers från skivbolaget Minty Fresh Records erbjöd dem ett kontrakt. Deras första singel, "Seether"/"All Hail Me", gavs ut genom Minty Fresh Records i oktober 1994. Debutalbumet American Thighs, som släpptes i november samma år, uppnådde plats 69 på Billboard 200.
1998 lämnade Gordon bandet för att satsa på en solokarriär.

## Medlemmar
Nuvarande medlemmar
- Louise Post – rytmgitarr, sång (1993–), sologitarr (2013–)
- Nina Gordon – gitarr, sång (1993–1998, 2013–)
- Jim Shapiro – trummor (1993–1997, 2013–)
- Steve Lack – basgitarr (1993–1998, 2013–)

Tidigare medlemmar
- Stephen Fitzpatrick – sologitarr (1999-2012)
- Stacy Jones – trummor (1997–1998)
- Jimmy Madla – trummor (1999–2005)
- Kellii Scott – trummor (2005–2012)
- Suzanne Sokol – basgitarr, bakgrundssång (1999–2000)
- Gina Crosley – basgitarr, bakgrundssång (2000–2002)
- Nicole Fiorentino – basgitarr, bakgrundssång (2006–2008)

Bidragande musiker
- Michael Miley – trummor (2004–2005)
- Eddie Livingston – trummor (live) (2005)
- Mareea Paterson – basgitarr (live) (2003, 2005)
- Solomon Snyder – basgitarr (studio) (2004)
- Eva Gardner – basgitarr (live) (2005)

## Diskografi
Studioalbum
- American Thighs (1994)
- Eight Arms to Hold You (1997)
- Resolver (2000)
- IV (2006)

EP
- Blow It Out Your Ass It's Veruca Salt (1996)
- Resolver sampler (2000)
- Officially Dead (2003)
- Lords of Sound and Lesser Things (2005)
- Veruca Salt MMXIV (2014)

Singlar
- "Seether" (1994)
- "All Hail Me" (1995)
- "Number One Blind" (1995)
- "Victrola" (1995)
- "Shutterbug" (1997)
- "Volcano Girls" (1997)
- "Benjamin" (1997)
- "Born Entertainer" (2000)
- "Only You Know" (2000)